# Rolf Sommer
Rolf Sommer (* 17. Juli 1920; † 13. April 1980) war Fußballspieler in Leipzig. Er spielte für TuRa Leipzig in der Gauliga, für ZSG/Chemie Leipzig und Einheit Ost Leipzig in der DDR-Oberliga. Mit Chemie Leipzig wurde er 1951 DDR-Meister.
Sommer spielte bereits mit 20 Jahren für Tura Leipzig in der Gauliga Sachsen, eine der zu dieser Zeit 18 höchsten Fußballligen Deutschlands. In der Gaumeisterschaft 1938/39 bestritt er 17 der 18 ausgetragenen Punktspiele und erzielte drei Tore. Er begann in dieser Saison als Stürmer, wurde im Verlauf der Spielzeit aber ins Mittelfeld zurückgenommen. Im verkürzten Programm der Gauliga 1939/40 war er in sieben der zehn Punktspiele dabei und spielte dreimal im Tschammerpokal-Wettbewerb. 1940/41 kam er nur im November in zwei Punktspielen zum Einsatz. Danach unterbrach der Zweite Weltkrieg seine sportliche Laufbahn. 
Nach Kriegsende wurde Tura Leipzig aufgelöst und zunächst von der SG Leipzig-Leutzsch abgelöst, zu der Sommer von Beginn an angehörte. Von 1945 bis 1948 spielte er mit den Leutzschern um die Leipziger Stadtmeisterschaft. Im März 1949 wurde die SG in die neu gebildete ZSG Industrie Leipzig übernommen. Diese wurde im Mai 1949 Dritter der Sachsenmeisterschaft und Sommer war in allen sechs Endrundenspielen als Rechtsaußenstürmer dabei. Mit vier Toren war er in der Endrunde Leipzigs erfolgreichster Angreifer. Zeitweise gehörte Sommer auch zum Aufgebot der Landesauswahl Sachsen, mit der er vier Spiele bestritt. Zur Saison 1949/50 gehörte die ZSG zu den Gründungsmannschaften der Oberliga des Deutschen Sportausschusses, der höchsten ostdeutschen Fußballklasse. Am 8. Platz der Leipziger war Sommer als etatmäßige Rechtsaußenstürmer mit 25 von 26 Punktspielen und drei Toren beteiligt. 1950/51 trat Sommers Mannschaft als BSG Chemie Leipzig an und schloss die Saison als DDR-Meister ab. Auch in diesem Spieljahr war Sommer wieder rechter Angreifer und trug mit sieben Toren in 23 Punktspielen zur Meisterschaft bei. 
Zur Saison 1951/52 wechselte der inzwischen 31-jährige Sommer zum Lokalrivalen Einheit Ost Leipzig in die zweitklassige DDR-Liga. 1953 kehrte er mit Einheit Ost in die Oberliga zurück. In der neuen Oberligasaison 1953/54 bestritt Sommer noch 14 Punktspiele und beendete danach seine Laufbahn als Leistungssportler. In der DDR-Oberliga absolvierte Sommer 62 Spiele, 48 für ZSG/Chemie und 14 für Einheit Ost Leipzig und war mit 15 Toren erfolgreich, elf für ZSG/Chemie, 4 für Einheit. 

## Familie
Sommers Urenkel Tom Krauß ist Fußballprofi in der Ersten und Zweiten Bundesliga (RB Leipzig, 1. FC Nürnberg, FC Schalke 04).